# Woustviller
Woustviller (fràncic lorenès Wuschwiller) és un municipi francès situat al departament del Mosel·la i a la regió del Gran Est. L'any 2007 tenia 3.075 habitants.

## Demografia

### Població
El 2007 la població de fet de Woustviller era de 3.075 persones. Hi havia 1.215 famílies, de les quals 228 eren unipersonals (116 homes vivint sols i 112 dones vivint soles), 418 parelles sense fills, 443 parelles amb fills i 126 famílies monoparentals amb fills.
La població ha evolucionat segons el següent gràfic:
Habitants censats

### Habitatges
El 2007 hi havia 1.281 habitatges, 1.227 eren l'habitatge principal de la família i 54 estaven desocupats. 950 eren cases i 329 eren apartaments. Dels 1.227 habitatges principals, 855 estaven ocupats pels seus propietaris, 353 estaven llogats i ocupats pels llogaters i 19 estaven cedits a títol gratuït; 5 tenien una cambra, 78 en tenien dues, 167 en tenien tres, 287 en tenien quatre i 689 en tenien cinc o més. 1.101 habitatges disposaven pel capbaix d'una plaça de pàrquing. A 482 habitatges hi havia un automòbil i a 679 n'hi havia dos o més.

### Piràmide de població
La piràmide de població per edats i sexe el 2009 era:
| Homes | Edats   | Dones |
| ----- | ------- | ----- |
| 0     | 95 o +  | 0     |
| 0     | 90 a 94 | 0     |
| 4     | 85 a 89 | 12    |
| 8     | 80 a 84 | 12    |
| 20    | 75 a 79 | 20    |
| 12    | 70 a 74 | 32    |
| 52    | 65 a 69 | 44    |
| 68    | 60 a 64 | 48    |
| 84    | 55 a 59 | 84    |
| 140   | 50 a 54 | 124   |
| 176   | 45 a 49 | 168   |
| 104   | 40 a 44 | 168   |
| 136   | 35 a 39 | 104   |
| 144   | 30 a 34 | 136   |
| 92    | 25 a 29 | 116   |
| 92    | 20 a 24 | 120   |
| 136   | 15 a 19 | 152   |
| 140   | 10 a 14 | 132   |
| 128   | 5 a 9   | 108   |
| 96    | 0 a 4   | 116   |

## Economia
El 2007 la població en edat de treballar era de 2.260 persones, 1.582 eren actives i 678 eren inactives. De les 1.582 persones actives 1.413 estaven ocupades (784 homes i 629 dones) i 169 estaven aturades (73 homes i 96 dones). De les 678 persones inactives 217 estaven jubilades, 161 estaven estudiant i 300 estaven classificades com a «altres inactius».

### Ingressos
El 2009 a Woustviller hi havia 1.234 unitats fiscals que integraven 3.148,5 persones, la mediana anual d'ingressos fiscals per persona era de 18.540 €.

### Activitats econòmiques
Dels 104 establiments que hi havia el 2007, 2 eren d'empreses alimentàries, 1 d'una empresa de fabricació d'elements pel transport, 8 d'empreses de fabricació d'altres productes industrials, 14 d'empreses de construcció, 30 d'empreses de comerç i reparació d'automòbils, 9 d'empreses de transport, 5 d'empreses d'hostatgeria i restauració, 2 d'empreses d'informació i comunicació, 3 d'empreses financeres, 3 d'empreses immobiliàries, 8 d'empreses de serveis, 9 d'entitats de l'administració pública i 10 d'empreses classificades com a «altres activitats de serveis».
Dels 34 establiments de servei als particulars que hi havia el 2009, 1 era una oficina de correu, 1 una oficina bancària, 5 tallers de reparació d'automòbils i de material agrícola, 1 establiment de lloguer de cotxes, 1 autoescola, 3 paletes, 2 fusteries, 5 lampisteries, 1 electricista, 3 perruqueries, 2 agències de treball temporal, 6 restaurants i 3 salons de bellesa.
Dels 8 establiments comercials que hi havia el 2009, 1 era una botiga de més de 120 m², 3 fleques, 1 una botiga d'electrodomèstics i 3 floristeries.
L'any 2000 a Woustviller hi havia 15 explotacions agrícoles que ocupaven un total de 380 hectàrees.

## Equipaments sanitaris i escolars
L'únic equipament sanitari que hi havia el 2009 era una farmàcia.
El 2009 hi havia 2 escoles maternals i 2 escoles elementals.

## Poblacions més properes
El següent diagrama mostra les poblacions més properes.